# Сируго Сопра (Катанцаро)
Сируго Сопра је насеље у Италији у округу Катанцаро, региону Калабрија.
Према процени из 2011. у насељу је живело 22 становника. Насеље се налази на надморској висини од 1030 м.